# Орденки
Орденки — деревня в Козельском районе Калужской области. Входит в состав Сельского поселения «Деревня Дешовки».
Расположено примерно в 3 км к югу от города Козельск.

## Население
На 2010 год население составляло 69 человек.